# U-87 (tàu ngầm Đức) (1941)
U-87 là một tàu ngầm tấn công  Lớp Type VII thuộc phân lớp Type VIIB được Hải quân Đức Quốc Xã chế tạo trong Chiến tranh Thế giới thứ hai. Nhập biên chế năm 1941, nó đã thực hiện được năm chuyến tuần tra, đánh chìm được năm tàu buôn tổng tải trọng 38.014 GRT. Trong chuyến tuần tra cuối cùng tại Đại Tây Dương, U-87 bị các tàu khu trục HMCS St. Croix và tàu corvette HMCS Shediac thuộc Hải quân Hoàng gia Canada đánh chìm về phía Tây Bồ Đào Nha vào ngày 4 tháng 3, 1943.

## Thiết kế và chế tạo

### Thiết kế
Phân lớp VIIB của Tàu ngầm Type VII là một phiên bản VIIA được mở rộng. Chúng có trọng lượng choán nước 753 t (741 tấn Anh) khi nổi và 857 t (843 tấn Anh) khi lặn). Con tàu có chiều dài chung 66,50 m (218 ft 2 in), lớp vỏ trong chịu áp lực dài 48,80 m (160 ft 1 in), mạn tàu rộng 6,20 m (20 ft 4 in), chiều cao 9,50 m (31 ft 2 in) và mớn nước 4,74 m (15 ft 7 in).
Chúng trang bị hai động cơ diesel Germaniawerft F46 6-xy lanh 4 thì, tổng công suất 2.800–3.200 PS (2.100–2.400 kW; 2.800–3.200 bhp), dẫn động hai trục chân vịt đường kính 1,23 m (4,0 ft), cho phép đạt tốc độ tối đa 17,9 kn (33,2 km/h), và tầm hoạt động tối đa 8.700 nmi (16.100 km) khi đi tốc độ đường trường 10 kn (19 km/h). Khi đi ngầm dưới nước, chúng sử dụng hai động cơ/máy phát điện AEG GU 460/8-276 tổng công suất 750 PS (550 kW; 740 shp). Tốc độ tối đa khi lặn là 8 kn (15 km/h), và tầm hoạt động 90 nmi (170 km) ở tốc độ 4 kn (7,4 km/h). Con tàu có khả năng lặn sâu đến 230 m (750 ft).
Vũ khí trang bị có năm ống phóng ngư lôi 53,3 cm (21 in), bao gồm bốn ống trước mũi và một ống phía đuôi, và mang theo tổng cộng 14 quả ngư lôi, hoặc tối đa 22 quả thủy lôi TMA, hoặc 33 quả TMB. Tàu ngầm Type VIIB bố trí một hải pháo 8,8 cm SK C/35 cùng một pháo phòng không 2 cm (0,79 in) trên boong tàu. Thủy thủ đoàn bao gồm 4 sĩ quan và 40-56 thủy thủ.

### Chế tạo
U-87 được đặt hàng vào ngày 9 tháng 6, 1938, và được đặt lườn tại xưởng tàu của hãng Flender Werke tại Lübeck vào ngày 18 tháng 4, 1940. Nó được hạ thủy vào ngày 21 tháng 6, 1941, và nhập biên chế cùng Hải quân Đức Quốc Xã vào ngày 19 tháng 8, 1941 dưới quyền chỉ huy của Hạm trưởng, Đại úy Hải quân Joachim Berger.

## Lịch sử hoạt động

### 1941

#### Chuyến tuần tra thứ nhất
U-87 khởi hành từ Kiel vào ngày 24 tháng 12 cho chuyến tuần tra đầu tiên trong chiến tranh. Nó đi vào Bắc Hải, rồi băng qua khe GIUK giữa các quần đảo Shetland và Faroe để tiến đến khu vực tuần tra tại Bắc Đại Tây Dương. Vào chiều tối ngày 31 tháng 12, nó phóng ngư lôi tấn công tàu chở dầu Anh Cardita, vốn bị tách khỏi Đoàn tàu HX 166 và đang trên đường hướng đến Shell Haven, Anh. Một quả ngư lôi trúng đích khiến Cardita đắm ở vị trí cách quần đảo St. Kilda, Scotland 110 nmi (200 km) về phía Tây Bắc, 27 thành viên thủy thủ đoàn đã thiệt mạng.
Đến sáng sớm ngày 17 tháng 1, 1942, nó lại phóng ngư lôi tấn công tàu buôn Na Uy Nyholt vốn bị tách khỏi Đoàn tàu ON 52 trong hành trình từ Reykjavík, Iceland sang New York do bị các tàu ngầm U-86 và U-553 quấy phá trong suốt hai ngày. Sau khi trúng một quả ngư lôi, Nyholt vẫn tiếp tục nổi và né tránh được bốn quả ngư lôi tiếp theo; và cho dù U-87 phóng trúng đích thêm hai quả ngư lôi nữa, nó phải trồi lên mặt nước và tiêu diệt mục tiêu bằng hải pháo. Hai mưới thành viên thủy thủ đoàn của Nyholt đã thiệt mạng. Dù sao U-87 cũng bị hư hại do hỏa lực bắn trả từ chiếc tàu chở dầu; nó kết thúc chuyến tuần tra và đi đến cảng La Pallice, La Rochelle, Pháp vào ngày 30 tháng 1, 1942.

### 1942

#### Chuyến tuần tra thứ hai
U-87 xuất phát từ La Pallice vào ngày 22 tháng 2 cho chuyến tuần tra thứ hai, dự định sẽ hoạt động tại vùng bờ Đông Hoa Kỳ, nhưng bị giữ lại tại Khu vực Tiếp cận phía Tây để hỗ trợ cho cuộc tấn công của thiết giáp hạm Tirpitz nhắm vào Đoàn tàu vận tải Bắc Cực PQ 12. Cả Tirpitz lẫn U-87 đều không đánh chìm được mục tiêu nào, và chiếc tàu ngầm quay trở lại vùng bờ biển Đại Tây Dương của Pháp, đi đến cảng St. Nazaire vào ngày 27 tháng 3.

#### Chuyến tuần tra thứ ba
U-87 khởi hành từ St. Nazaire vào ngày 19 tháng 5 cho chuyến tuần tra thứ ba, vượt Đại Tây Dương để hoạt động dọc theo bờ biển Canada và bờ Đông Hoa Kỳ. Vào ngày 12 tháng 6, nó rải 15 quả thủy lôi TMB ngoài khơi Boston, nhưng không gây thiệt hại gì cho tàu bè đối phương, và phía Đồng Minh đã không biết đến bãi mìn này cho đến khi xung đột chấm dứt. Đến ngày 16 tháng 6, lúc 04 giờ 17 phút, U-87 phóng hai quả ngư lôi đánh trúng tàu buôn Anh SS Port Nicholson, rồi đến 04 giờ 21 hai quả ngư lôi kác đã đánh trúng tàu biển chở hành khách Hoa Kỳ Cherokee; cả hai đều thuộc Đoàn tàu XB 25 và đều bị đắm sau đó. Đến ngày 22 tháng 6, ngoài khơi Halifax, Nova Scotia, chiếc tàu ngầm bị hư hại bởi mìn sâu ném từ máy bay Lockheed Hudson thuộc Liên Đội 11 Không quân Hoàng gia Canada. Nó buộc phải kết thúc chuyến tuần tra và quay trở về St. Nazaire vào ngày 8 tháng 7.

#### Chuyến tuần tra thứ tư
Xuất phát từ St. Nazaire vào ngày 31 tháng 8 cho chuyến tuần tra thứ tư, U-87 chuyển sang hoạt động tại khu vực Nam Đại Tây Dương dọc theo bờ biển Tây Phi. Ngoài khơi Sierra Leone vào ngày 11 tháng 10, nó phóng ngư lôi đánh chìm chiếc tàu buôn Anh Agapenor ở vị trí 180 nmi (330 km) về phía Nam Freetown, khiến bảy thành viên thủy thủ đoàn thiệt mạng. Nó kết thúc chuyến tuần tra và đi đến cảng Brest, Pháp vào ngày 20 tháng 11.

### 1943

#### Chuyến tuần tra thứ năm - Bị mất
U-87 khởi hành từ căn cứ Brest vào ngày 9 tháng 1, 1943 cho chuyến tuần tra thứ năm, cũng là chuyến cuối cùng. Nó lần lượt hoạt động cùng các bầy sói Delphin II từ ngày 20 tháng 1 đến ngày 9 tháng 2, và Rochen từ ngày 9 đến ngày 26 tháng 2. Đến ngày 4 tháng 3, nó phát hiện và tấn công Đoàn tàu KMS-10G, nhưng không thành công. Các tàu khu trục HMCS St. Croix và tàu corvette HMCS Shediac thuộc Hải quân Hoàng gia Canada đã phản công bằng mìn sâu, đánh chìm U-87 ở vị trí về phía Tây cảng Leixões, Bồ Đào Nha, tại tọa độ 41°36′B 13°31′T / 41,6°B 13,517°T. Toàn bộ 50 thành viên thủy thủ đoàn trên tàu đều tử trận.

### "Bầy sói" tham gia
U-87 từng tham gia năm bầy sói:
- Zieten (6 – 17 tháng 1, 1942)
- Westwall (2 – 12 tháng 3, 1942)
- Iltis (6 – 23 tháng 9, 1942)
- Delphin II (20 tháng 1 – 9 tháng 2, 1943)
- Rochen (9 – 26 tháng 2, 1943)

### Tóm tắt chiến công
U-87 đã đánh chìm được năm tàu buôn với tổng tải trọng 38.014 GRT:
| Ngày              | Tên tàu        | Quốc tịch      | Tải trọng | Số phận      |
| ----------------- | -------------- | -------------- | --------- | ------------ |
| 31 tháng 12, 1941 | Cardita        | United Kingdom | 8.237     | Bị đánh chìm |
| 17 tháng 1, 1942  | Nyholt         | Norway         | 8.087     | Bị đánh chìm |
| 16 tháng 6, 1942  | Cherokee       | United States  | 5.896     | Bị đánh chìm |
| 16 tháng 6, 1942  | Port Nicholson | United Kingdom | 8.402     | Bị đánh chìm |
| 11 tháng 10, 1942 | Agapenor       | United Kingdom | 7.392     | Bị đánh chìm |